# Leon Guwara
Leon Guwara (Keulen, 28 juni 1996) is een Duits/Gambiaanse voetballer die doorgaans als linksback speelt voor het Duitse FC Ingolstadt 04. Hij vertegenwoordigt het Gambiaans voetbalelftal.

## Clubcarrière
Guwara speelde in de jeugd van SC Schwarz-Weiß Köln, 1. FC Köln en Werder Bremen. Namens laatstgenoemde club debuteerde hij op 5 februari 2016 in de Bundesliga als basisspeler in een met 5-1 verloren uitwedstrijd bij Borussia Mönchengladbach. Tijdens het seizoen 2016/17 wordt de verdediger verhuurd aan SV Darmstadt 98. Op 10 september 2016 maakte hij zijn opwachting voor zijn nieuwe club in een met 1-0 gewonnen thuiswedstrijd tegen Eintracht Frankfurt. Tijdens het seizoen 2017/28 heeft Guwara op huurbasis gespeeld voor 1. FC Kaiserslautern dat uitkwam in de 2. Bundesliga.
In de zomer van 2018 maakte Guwara de transfer van Werder Bremen naar FC Utrecht. Hij tekende hier een contract dat loopt tot medio 2021 met een optie tot verlenging tot 2022. Guwara debuteerde op 11 augustus 2018 in de Eredivisie in een met 4-0 door FC Utrecht verloren uitwedstrijd met PSV. De eerste twee seizoenen kwam Guwara daar in 27 competitiewedstrijden in actie. In zijn derde jaar bij FC Utrecht kwam de Duitse verdediger niet verder dan één invalbeurt. In de winterstop werd hij voor de rest van het seizoen verhuurd aan het in degradatiegevaar verkerende VVV-Venlo in de hoop op meer speeltijd. Op 10 januari 2021 debuteerde Guwara namens de Venlose eredivisionist in een met 2-1 gewonnen thuiswedstrijd tegen Willem II. Guwara dwong er weliswaar een basisplaats af, maar na afloop van het seizoen nam het gedegradeerde VVV weer afscheid van hem.
Op 18 juni 2021 maakte stapte Guwara transfervrij over naar SSV Jahn Regensburg. Hij tekende hier een tweejarig contract. In de zomer van 2023 stapte hij opnieuw transfervrij over naar FC Ingolstadt 04.

### Statistieken

#### Beloften
| Seizoen                   | Club               | Competitie        | Competitie | Competitie | Play-offs | Play-offs | Totaal | Totaal |
| Seizoen                   | Club               | Competitie        | Wed.       | Dlp.       | Wed.      | Dlp.      | Wed.   | Dlp.   |
| ------------------------- | ------------------ | ----------------- | ---------- | ---------- | --------- | --------- | ------ | ------ |
| 2014/15                   | Werder Bremen II   | Regionalliga Nord | 25         | 1          | 2         | 0         | 27     | 1      |
| 2015/16                   | Werder Bremen II   | 3. Liga           | 18         | 2          | –         | –         | 18     | 2      |
| 2021/22                   | Jahn Regensburg II | Bayernliga Süd    | 2          | 0          | –         | –         | 2      | 0      |
| Totaal beloften           | Totaal beloften    | Totaal beloften   | 45         | 3          | 2         | 0         | 47     | 3      |
| Bijgewerkt op 5 juni 2022 |                    |                   |            |            |           |           |        |        |

#### Senioren
| Seizoen                                | Club                   | Competitie      | Competitie | Competitie | Beker | Beker | Europa | Europa | Overige1 | Overige1 | Totaal | Totaal |
| Seizoen                                | Club                   | Competitie      | Wed.       | Dlp.       | Wed.  | Dlp.  | Wed.   | Dlp.   | Wed.     | Dlp.     | Wed.   | Dlp.   |
| -------------------------------------- | ---------------------- | --------------- | ---------- | ---------- | ----- | ----- | ------ | ------ | -------- | -------- | ------ | ------ |
| 2015/16                                | Werder Bremen          | Bundesliga      | 1          | 0          | 1     | 0     | –      | –      | –        | –        | 2      | 0      |
| 2016/17                                | → SV Darmstadt 98      | Bundesliga      | 17         | 0          | 0     | 0     | –      | –      | –        | –        | 17     | 0      |
| 2017/18                                | → 1. FC Kaiserslautern | 2. Bundesliga   | 25         | 0          | 2     | 0     | –      | –      | –        | –        | 27     | 0      |
| 2018/19                                | FC Utrecht             | Eredivisie      | 12         | 0          | 2     | 0     | –      | –      | –        | –        | 14     | 0      |
| 2019/20                                | FC Utrecht             | Eredivisie      | 15         | 0          | 3     | 1     | 2      | 0      | –        | –        | 20     | 1      |
| 2020/21                                | FC Utrecht             | Eredivisie      | 1          | 0          | 0     | 0     | –      | –      | –        | –        | 1      | 0      |
| 2020/21                                | → VVV-Venlo            | Eredivisie      | 16         | 0          | 1     | 0     | –      | –      | –        | –        | 17     | 0      |
| 2021/22                                | Jahn Regensburg        | 2. Bundesliga   | 18         | 1          | 1     | 0     | –      | –      | –        | –        | 19     | 1      |
| 2022/23                                | Jahn Regensburg        | 2. Bundesliga   | 20         | 0          | 1     | 0     | –      | –      | –        | –        | 21     | 0      |
| 2023/24                                | FC Ingolstadt 04       | 3. Liga         | 22         | 0          | –     | –     | –      | –      | 3        | 0        | 25     | 0      |
| 2024/25                                | FC Ingolstadt 04       | 3. Liga         | 4          | 0          | 0     | 0     | –      | –      | 1        | 0        | 5      | 0      |
| Totaal senioren                        | Totaal senioren        | Totaal senioren | 151        | 1          | 11    | 1     | 2      | 0      | 4        | 0        | 168    | 2      |
| Carrièretotaal                         | Carrièretotaal         | Carrièretotaal  | 196        | 4          | 11    | 1     | 2      | 0      | 6        | 0        | 215    | 5      |
| Bijgewerkt tot en met 25 december 2024 |                        |                 |            |            |       |       |        |        |          |          |        |        |

1Overige officiële wedstrijden, te weten play-off en Bayernpokal.

## Interlandcarrière
Guwara kwam uit voor diverse Duitse nationale jeugdelftallen. In 2015 debuteerde hij in Duitsland –20. Op 5 juni 2021 debuteerde hij voor Gambia in de met 2–0 gewonnen oefenwedstrijd tegen Niger.

### Interlandstatistieken
| Interlands van Leon Guwara     | Interlands van Leon Guwara | Interlands van Leon Guwara | Interlands van Leon Guwara | Interlands van Leon Guwara | Interlands van Leon Guwara |
| №                              | Datum                      | Wedstrijd                  | Uitslag                    | Competitie                 | Goals                      |
| Als speler van VVV-Venlo       | Als speler van VVV-Venlo   | Als speler van VVV-Venlo   | Als speler van VVV-Venlo   | Als speler van VVV-Venlo   | Als speler van VVV-Venlo   |
| ------------------------------ | -------------------------- | -------------------------- | -------------------------- | -------------------------- | -------------------------- |
| 1                              | 5 juni 2021                | Niger – Gambia             | 0 – 2                      | Vriendschappelijk          | 0                          |
| 2                              | 8 juni 2021                | Gambia – Togo              | 1 – 0                      | Vriendschappelijk          | 0                          |
| Als speler van Jahn Regensburg |                            |                            |                            |                            |                            |
| 3                              | 9 oktober 2021             | Sierra Leone – Gambia      | 2 – 1                      | Vriendschappelijk          | 0                          |
| 4                              | 12 oktober 2021            | Zuid-Soedan – Gambia       | 1 – 2                      | Vriendschappelijk          | 0                          |
| 5                              | 16 november 2021           | Nieuw-Zeeland – Gambia     | 2 – 0                      | Vriendschappelijk          | 0                          |